# نيك بويل
نيك بويل (بالإنجليزية: Nick Boyle)‏ هو لاعب كرة قدم أمريكية أمريكي، ولد في 17 فبراير 1993 في وانتج ‏ في المملكة المتحدة.

## وصلات خارجية
- نيك بويل على موقع مرجع كرة القدم المحترفة.كوم (الإنجليزية)